# MTV (Italie)
Pour les articles homonymes, voir MTV.
MTV est une chaîne de télévision italienne. Fondée en 1997, c'est la déclinaison de la chaine américaine MTV. Elle appartient à Telecom Italia Media (TI Media) et Viacom jusqu'en 2013, quand Viacom reprend la participation majoritaire de TIM.

## Histoire
Le réseau de chaînes locales par syndication "Rete A", commence à diffuser de 1997 à 2001 la chaîne MTV Italia une grande partie des journées.
MTV Italia deviendra officiellement une chaîne nationale en 2001, en remplaçant la chaîne nationale TMC 2, le 1er mai 2001, et ensuite en étant sur la TNT Italienne lancée en 2003. 
En 2016, la chaîne quitte la TNT Italienne.  La transition commence en 2015, le 1er août 2015 le groupe Paramount Networks Italia commence à diffuser MTV Next sur le bouquet payant par satellite Sky Italia en exclusivité, le nom de la chaîne MTV Next redeviendra ensuite MTV le 29 mars 2016. Pendant cette période de transition, la version sur la TNT reste encore quelques mois sous le nom MTV8 (nom pris le 15 septembre 2015). La chaîne quitte la TNT Italienne le 18 février 2016 et elle est remplacée par la chaîne TV8.
Le groupe Paramount Networks Italia va cependant lancer une autre chaîne musicale sur la TNT Italienne dès 2016 : la chaîne VH1 Italia, lancée le 1er juillet 2016.